# République de Novorossiisk
12 décembre 1905 – 24 décembre 1905
Entités précédentes :
- Empire russe

Entités suivantes :
- Empire russe

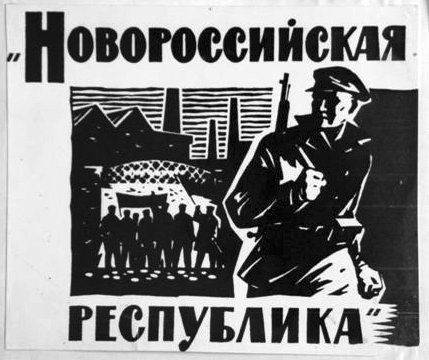

La République de Novorossiisk (russe : Новороссийская республика) est un gouvernement politique autonome des ouvriers et des paysans établi sur le territoire de la ville de Novorossiisk dans le Kraï de Krasnodar, en Russie, au cours de la révolution russe de 1905.

## Historique
Le soviet de Novorossiisk est constitué entre le 8 et le décembre 1905, dans un contexte de grèves politiques. Il retient parmi ses objectifs la lutte contre l'autocratie et l'instauration d'un gouvernement du peuple. Sous l'influence de l'agitation révolutionnaire, des soldats et des cosaques de la garnison locale se joignent au soviet. Ils désarment la police, et des gardes ouvrières, constituées simultanément à Sotchi, Touapsé et Gagra, prennent sous leur contrôle les ports et les voies de chemin de fer. 
Le 14 décembre, à la suite d'une résolution du soviet, toutes les institutions gouvernementales sont fermées, à part les banques, partiellement arrêtées par une grève, des comités des travailleurs s'organisent dans les entreprises, et la journée de travail de 8 heures est introduite. Le tribunal populaire nouvellement constitué libère tous les prisonniers politiques. Les Nouvelles du soviet des députés des travailleurs (russe :  Известия Совета рабочих депутатов) deviennent l'organe de presse de la république.  
Le 24 décembre, le gouvernement organise une expédition militaire sur Novorossiisk. Le 25 décembre, avec le soutien d'un cuirassé, les troupes impériales entrent dans la ville. La loi martiale est décrétée, et les arrestations et la répression commencent. 1000 personnes arrêtées. Le comité de la Mer noire du POSDR est contraint de passer dans la clandestinité. Le tribunal militaire condamne 7 dirigeants de la république de Novorossiisk à la peine capitale, commuée ensuite en travaux forcés à vie, et 13 autres personnes aux travaux forcés pour des durées diverses. 

## Postérité
- En 2008 un monument a été édifié dans la ville en l'honneur de la république de Novorossiisk[2].
- En 1975 la rue de la paix a été renommée rue de la république de Novorossiisk, en l'honneur de son 70e anniversaire[3].

## Liens
- « Un des premiers laboratoires de république soviétique : la république de Novorossiisk (12-25 décembre 1905) », sur Histoire soviétique (iskra.over-blog.fr)